# Алима (имя)
Алима́, Галима́, Галима́т, Алима́т (араб. عالمة‎ —  ’а́лимах) — женское имя арабского происхождения, в переводе с арабского означает «знающая», «сведущая», «учёная». 
Имя имеет различные вариации в зависимости от фонетических особенностей языка. Так в чувашском языке имя произносится как Алимэ, Галимэ, в крымско-тататарском Алиме, в марийском Алема. 